# Alimentador Universitaria (Metropolitano)
El servicio AN-11 o alimentador Universitaria del Metropolitano conecta el nuevo Terminal Chimpu Ocllo con el distrito de Carabayllo, recorriendo en la mayoría la av. Universitaria

## Características

### Horarios
| Servicio Alimentador | Lunes a Sabado | Lunes a Sabado | Domingo       | Domingo       |
| Servicio Alimentador | De ida         | De vuelta      | De ida        | De vuelta     |
| -------------------- | -------------- | -------------- | ------------- | ------------- |
| Regular              | 05:30 - 00:00  | 05:00 - 23:30  | 05:30 - 23:00 | 05:00 - 22:30 |

| TARIFA      | Regular | Expreso |
| ----------- | ------- | ------- |
| General     | S/ 1.50 | -       |
| Estudiantes | S/ 0.75 | -       |
| CONADIS     | Gratis  | Gratis  |

## Recorrido
| Ida Universitaria   | Terminal Chimpu Ocllo Embargue 3 - Av. Universitaria (Final) - Av. Periurbana. |
| Vuelta Chimpu Ocllo | Av. Periurbana - Av. Universitaria - Terminal Chimpu Ocllo Embarque 3          |

## Paraderos
| N° | Paradero                           | Común con |
| -- | ---------------------------------- | --------- |
| 1  | Terminal Chimpu Ocllo (Embarque 3) |           |
| 2  | Paucartambo                        |           |
| 3  | Valle Chillón                      |           |
| 4  | Club Deportivo                     |           |
| 5  | Camino Real                        |           |
| 6  | Las Lomas                          |           |
| 7  | Manuel Prado                       |           |
| 8  | Billinghurts                       |           |
| 9  | Pacayal                            |           |
| 10 | Calle 2                            |           |
| 11 | Calle 1                            |           |
| 12 | Periurbana                         |           |

| N° | Paradero                           | Común con |
| -- | ---------------------------------- | --------- |
| 1  | Periurbana                         |           |
| 2  | Calle 5                            |           |
| 3  | Pacayal                            |           |
| 4  | Calle 2                            |           |
| 5  | Manuel Prado                       |           |
| 6  | Santa Cruz                         |           |
| 7  | Camino Real                        |           |
| 8  | Manco Cápac                        |           |
| 9  | Terminal                           |           |
| 10 | Paucartambo                        |           |
| 11 | Terminal Chimpu Ocllo (Embarque 3) |           |